# Международен съвет на музеите
Международният съвет на музеите (на английски: International Council of Museums, ICOM, съкратено и на български: ИКОМ) е единствената организация, която в глобален мащаб обединява музеи и музейни работници и има за мисия промотирането и съхраняването на природното и културното наследство – настоящо и бъдещо, материално и нематериално. Обединява приблизително 30 хиляди члена от 136 държави, работещи в широк кръг от области, свързани с музейното дело и опазването на наследството.

## История
Създадена през 1946 година, ИКОМ е неправителствена организация, която поддържа формални взаимоотношения с ЮНЕСКО и има консултативен статут към Икономическия и социален съвет на ООН. ИКОМ е партньор на организации като Световната организация за интелектуална собственост, Интерпол, и Световната митническа организация, с което провежда в международен план обществената си мисия да се бори с нелегалния трафик на културни ценности и да насърчава дейностите по управление на риска и готовност за реагиране в оперативен порядък за опазване на световното културно наследство в случаи на природни и антропогенни бедствия.

## Етичен кодекс на музеите
През 1986 година ИКОМ одобрява своя етичен кодекс, с който задава стандарти на етично поведение, които трябва да се спазват от всички членове на организацията. Кодексът за етика на музеите, преведен на 36 езика и ревизиран през 2006, декларира ценностите и принципите, споделяни от ИКОМ и международната музейна общественост. Тези стандарти за саморегулация включват основни принципи на управление на музеите, придобиване на и разполагане с музейни колекции, както и правила за професионално поведение.

## Противодействие на незаконния трафик
Нерегламентираният трафик на културни ценности причинява сериозни щети на кулутрното наследство, особено в региони на света, където културните артефакти са най-уязвими за кражби и иманярство. Един от най-важните приоритети на ИКОМ е борбата с незаконния трафик на ценности. В този контекст, ИКОМ публикува свой „Червен списък“, с което повишава осведомеността по въпросите на контрабандата и нелегалната покупко-продажба на културни артефакти. Червените списъци на ИКОН подпомагат полицията и митническите служители, както и специалистите по културно наследство и изкуство, а също така и търговците на антики, като ги улеснява да идентифицрат типа предмети, които най-често подлежат на незаконен трафик. ИКОМ вече е публикувала Червени списъи за различните държави и региони.

## Международен ден на музеите
През 1977 година ИКОМ организира за първи път Международен ден на музеите. Оттогава събитието се отбелязва ежегодно, на датата 18 май. Празникът има за цел да повиши общественото възприятие на ролята на музеите в развиващото се общество. Всяка година ИКОМ дефинира различна тема за Международния ден на музеите, например „Музеи и памет“ (2011 г.) или „Музеите в един променящ се свят. Нови предизвикателства, нови вдъхновения“ (2012).

## Сътрудничества
ИКОМ работи в сътрудничество с програмата „Паметта на света“ на ЮНЕСКО, Координационния съвет на асоциациите на аудиовизуалните архиви (Co-ordinating Council of Audiovisual Archives Associations, CCAAA), Международния съвет на архивите (International Council on Archives, ICA), Международния съвет за паметниците на културата и забележителните места (International Council on Monuments and Sites, ICOMOS) и Международната федерация на библиотечните асоциации (International Federation of Library Associations, IFLA).